# Ciofrângeni
Ciofrângeni est une commune du județ d'Argeș en Roumanie.